# Bealls
Bealls Inc. is een Amerikaans detailhandelsbedrijf dat werd opgericht in 1915 door Robert M. Beall Sr. Het familiebedrijf, met het hoofdkantoor in Bradenton, Florida, exploiteert meer dan 500 winkels onder de namen Bealls, Bealls Outlet, Burkes Outlet en Home Centric. De CEO van Bealls Inc. is Matt Beall.
Bealls Florida was niet gelieerd aan de in Texas gevestigde Bealls-keten die eigendom was van Stage Stores, hoewel de twee elkaar op sommige markten overlapten. Op 21 oktober 2020 kocht Bealls echter het intellectuele eigendom van Stage voor $ 7 miljoen, nadat dat bedrijf in mei 2020 het faillissement had aangevraagd. Daarbij verwierf de Florida-keten de rechten om de naam Bealls landelijk te gebruiken; voorheen kon het de naam alleen gebruiken in Florida, Georgia en Arizona. Bealls verwierf ook de rechten op de namen Stage, Gordmans, Goody's, Palais Royal en Peebles, alle huismerken en klantenlijsten van Stage, en een distributiecentrum in Jacksonville, Texas.

## Geschiedenis
In 1915 startte de 22-jarige Robert M. Beall Sr. een textielwinkel in Bradenton, Florida. Hij investeerde al zijn geld in koopwaar en gebruikte lege houten pakkisten als zijn eerste uitstaltafels. Omdat de winkel niets voor meer dan een dollar verkocht, noemde hij zijn winkel The Dollar Limit. Na de inflatie van de Eerste Wereldoorlog hernoemde Beall zijn winkel in 1920 tot V-Dollar Limit Store om aan te geven dat de maximumprijzen waren verhoogd tot vijf dollar. De zaken floreerden tijdens de vastgoedhausse in Florida in de jaren 1920. In een paar jaar kocht Beall een braakliggend terrein tegenover het gerechtsgebouw en richtte een nieuw modern warenhuis op, dat tegen kerstmis 1924 werd geopend. De vastgoedhausse in Florida eindigde na een paar jaar en werd gevolgd door de beurskrach. Robert Beall werd zwaar getroffen en kon zijn schulden niet betalen. Hij verloor zijn bedrijf aan de bank. Tijdens de depressie bleef hij aan als manager en in 1944 had hij genoeg gespaard om het bedrijf terug te kopen.

## Bealls-winkels
In 1946 werd zoon E.R. junior partner van Robert en werd het bedrijf omgedoopt tot Bealls Department Store. In 1957 werd het tweede Bealls warenhuis geopend in Bradenton's Westgate Shopping Center en in 1961 volgde een derde filiaal in het Venice Shopping Center in Venice, Florida. E.R. ontwikkelde de nieuwe keten, terwijl zijn vader de oorspronkelijke winkel in het centrum runde tot vlak voor zijn dood in 1979.
In de jaren 1960 en 1970 maakte Florida een grote groei door, en de Bealls-winkels groeiden mee. In 1980 werd Robert M. Beall II president van het bedrijf, de derde generatie. E.R. werd voorzitter van de Raad van Bestuur. In 1981 had de keten 23 winkels. Een jaar later werd het winkeloppervlakte verdubbeld door de opening van zeven nieuwe winkels. Bealls bleef groeien en adapteerde nieuwe technologieën, introduceerde in-store kiosken, en lanceerde in 1998 een website. De groeifilosofie van Bealls was om zichzelf te financieren met de kasstroom en de schuldenlast laag te houden. In 2004 opende Bealls zijn eigen ontwerpstudio. Exclusief voor Bealls zijn onder meer Reel Legends, Coral Bay en Leoma Lovegrove.

## Bealls Outlet

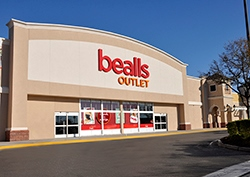
Een Bealls Outlet filiaal

Nadat E.R. Beall de groei van outlet-winkels in North Carolina had waargenomen, waagde Bealls zich in 1987 in het outlet-segment. Na een paar hits en missers sloeg de Bealls Outlet snel aan. Er werd een nieuwe inkooporganisatie opgericht, die de markten afstruinde op zoek naar goede vondsten. In 1992 opende Bealls zijn eerste outlet buiten Florida, in Arizona, en breidde al snel uit naar Georgia.
Vandaag telt de Bealls Outlet meer dan 420 winkels in 16 staten onder de namen Bealls Outlet en Burkes Outlet. De naam Burkes Outlet wordt gebruikt in Alabama, Arkansas, Kentucky, Indiana, Louisiana, Mississippi, Nevada, New Mexico, North Carolina, West Virginia, Virginia, South Carolina, Tennessee en Texas. Vanaf 2014 kregen de outletwinkels een webshop, Burkesoutlet.com. Bealls en Burkes Outlet-winkels volgen een lage prijzenbeleid met grote kortingen, met de nadruk op merkartikelen.

## Home Centric
Het Home Centric-winkelmerk begon als een testwinkel in geselecteerde Burkes Outlet- en Bealls Outlet-winkels. De eerste zelfstandige Home Centric-winkel werd in mei 2018 geopend in Cary, North Carolina. Het winkelconcept is gericht op goedkope woninginrichting en woondecoratie.